# 西拉耶特站
西拉耶特站是泰國程逸府的火车站，屬於泰國鐵路一级车站，距離曼谷站487.52公里。

## 历史
由于程逸府车站不堪負荷，空間有限，沒有辦法擴建，因此，1958年，在程逸府车站以北约两公里处，采用泰式建筑风格修建了西拉耶特车站（Sila At Station）；站名原為「新程逸府」。後來本站也成為重要的貨櫃集中場。
车站内陈列着 274 号蒸汽机车。

## 相關部门
1. 第三區運務部
2. 泰国国家铁路北线工務部
3. 鐵路警察局西拉耶特分局
4. 泰国国家铁路医疗部西拉耶特分部
5. 第三區機務部